# 387
Cette page concerne l'année 387  du calendrier julien. Pour l'année 387 av. J.-C., voir 387 av. J.-C. Pour le nombre 387, voir 387 (nombre).
L'année 387 est une année commune qui commence un vendredi.

## Événements
- 19 janvier : Arcadius célèbre ses quinquennalia à Constantinople[1].
- 26 février : « Révolte des statues » à Antioche, à la suite de la promulgation d'un nouvel impôt, et où les statues de la famille impériale sont renversées[2].
- 25 avril : baptême d'Augustin par l’évêque de Milan Ambroise[3].
- Fin août : Maxime envahit l’Italie d’où il chasse Valentinien II qui se réfugie après le 8 septembre auprès de Théodose Ier à Thessalonique[4].
- Le roi de Perse Shapur III traite avec l’empereur Théodose Ier pour le partage de l’Arménie (399). Arsace III est vassal des Romains tandis que Khosrov IV gouverne l’Arménie perse[5].

## Décès en 387
- 18 mars : Cyrille, père de l’Église (v.315-387)[6].
- Automne : Monique, mère d'Augustin à Ostie.